# (745) Мавриция
(745) Мавриция (лат. Mauritia) — астероид внешней части главного пояса, который был открыт 1 марта 1913 года немецким астрономом Францем Кайзером в обсерватории Хайдельберг и назван в честь Святого Маврикия.

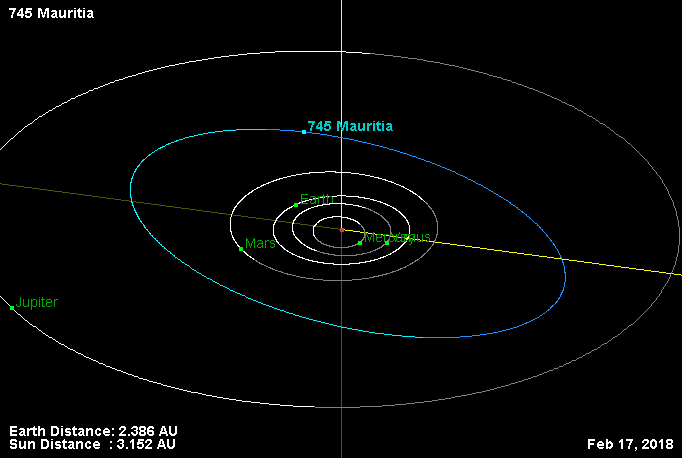
Орбита астероида Мавриция и его положение в Солнечной системе